# ORDO
ORDO — Jahrbuch für die Ordnung von Wirtschaft und Gesellschaft («OPДO — Ежегодник для упорядочения экономики и общества») — научное ежегодное издание, публикующее рецензируемые статьи в области экономических и социальных наук.
Первое издание ORDO было выпущено в 1948 году экономистами Вальтером Ойкеном и Францем Бемом. Журнал был главной темой научного обсуждения Фрейбургской школы. Ежегодник служил опорой для создания понятия «ордолиберализм» (нем. Ordoliberalismus).
Сегодня вопросы экономики и общественного устройства ORDO рассматриваются с межотраслевой и обществоведческой перспективы, причём экономические и юридические статьи преобладают по сравнению с политико-научными, социологическими и философскими. Журнал содержит статьи лауреатов Нобелевской премии в области экономики. В том числе статьи нобелевских лауреатов Джеймса Бьюкенена, Фридриха фон Хайека, Милтона Фридмана и Джорджа Стиглера, а также философа Карла Поппера. Кроме того в ORDO разрабатывались теоретические основы немецкой экономической системы, социально-рыночной экономики (нем. Soziale Marktwirtschaft).